# Ауґустиново
Ауґустиново (пол. Augustynowo) — село в Польщі, у гміні Ізбиця-Куявська Влоцлавського повіту Куявсько-Поморського воєводства.
Населення — 156 осіб (2011).
У 1975-1998 роках село належало до Влоцлавського воєводства.

## Демографія
Демографічна структура станом на 31 березня 2011 року:
|          | Загалом | Допрацездатний вік | Працездатний вік | Постпрацездатний вік |
| -------- | ------- | ------------------ | ---------------- | -------------------- |
| Чоловіки | 80      | 15                 | 58               | 7                    |
| Жінки    | 76      | 14                 | 48               | 14                   |
| Разом    | 156     | 29                 | 106              | 21                   |